# Tabanus angustiventer
Tabanus angustiventer är en tvåvingeart som beskrevs av Schuurmans Stekhoven 1926. Tabanus angustiventer ingår i släktet Tabanus och familjen bromsar. Inga underarter finns listade i Catalogue of Life.